# Provincia di Gia Lai
Gia Lai (vietnamita: Gia Lai) è una provincia del Vietnam, della regione di Tay Nguyen. Occupa una superficie di 15.536,9 km² e ha una popolazione di 1.513.847 abitanti. 
La capitale provinciale è Pleiku. 

## Distretti
Dal punto di vista amministrativo, di questa provincia fanno parte una città (Pleiku), due città (An Khê e Ayun Pa) e i distretti di:
- Chư Păh
- Chư Prông
- Chư Sê
- Đắk Đoa
- Đắk Pơ
- Đức Cơ
- Ia Grai
- Ia Pa
- KBang
- Kông Chro
- Krông Pa
- Mang Yang
- Phú Thiện
- Chư Pưh